# Élections générales maltaises de 1951
Les élections générales maltaises de 1951 (en anglais : Maltese general election, 1951) permettent d'élire les députés de la dixième législature de la Chambre des députés, pour un mandat de quatre ans.

## Résultats
- Résultats officiels.

| Parti politique                 | Siège de député |
| ------------------------------- | --------------- |
| Parti nationaliste              | 15              |
| Parti travailliste de Malte     | 14              |
| Parti des travailleurs de Malte | 7               |
| Parti constitutionnel           | 4               |